# Пшеница 'Башкирская 28'
Пшеница 'Башкирская 28'  — сорт яровой пшеницы.

## Происхождение
Сорт получен индивидуальным отбором из гибридной популяции от скрещивания сортов: 'Омская 20' и 'Приокская' селекционерами Никоновым В.И., Лукмановой М.А., Мингазовой Г.Ф., Давлетовой Ф.Ф., Нуриахметовым Д.Ф., Тищенко Т.П., Мигуновым К.М.
Включен в Государственный реестр селекционных достижений с 2010 года по Уральскому региону.

## Характеристика сорта
Растения среднерослые (79—110 см),  устойчивы к полеганию. Куст прямостоячий.  Засухоустойчивость средняя.  Среднеспелый. Вегетационный период составляет 76—96 дней на 1—2 дня продолжительнее сорта-стандарта 'Омская 35'. Максимальный урожай — 44,1 ц/га получен на Дуванском ГСУ в 2008 году.
Умеренно устойчив к поражению бурой ржавчиной. Пыльной и твёрдой головней поражается слабо.
Зерно средней крупности (масса 1000 зерен 32—37 г.). Натура зерна — 752—772 г/л. Стекловидность зерна 68—74 %, содержание клейковины в зерне 22—32 %. Объём хлеба 580 мл. против 497 у стандарта.
Зерно массой 1000 зерен 34-37 г. Стекловидность 70-74%. Натура зерна 752-770 г/л. Клейковины в зерне 26,3-29,8%. Хлебопекарные качества хорошие. 
Колос белый, зерно красное. Восковой налёт на колосе, верхнем междоузлии и влагалище флагового листа средний. Колос пирамидальный, средней плотности. В верхней части колоса находятся остевидные отростки средней длины. Плечо колосковой чешуи прямое, средней ширины.